# Poślubiona (film 2006)
Poślubiona (ang. Vivah – A Journey From Engagement To Marriage ..., hindi विवाह, urdu وواہ,) to indyjski dramat miłosny, film rodzinny i obyczajowy z elementami musicalu wyreżyserowany przez Sooraja R. Barjatyę. Akcja filmu, w którym główne role odgrywają z młodego pokolenia Shahid Kapoor i Amrita Rao, a ze starszego Alok Nath i Anupam Kher dzieje się w Madhupur i Delhi. Tematem filmu są więzi rodzinne, ich budowanie, ich zrywanie, zmiana, jaką dla rodziny jest wydawanie córki za mąż, ojcowski ból rozstawania się z nią i czekająca ją miłość, która sprawdza się nawet w największym cierpieniu.
Zdjęcia do filmu miały miejsce w Delhi, Madhur w Mathura i w Jogeshwari, Almora, Nainital, Bombaj, Madh Island, Lonavla, Ghaziabad, Faridabad, Moradabad i Ranikhet.

## Fabuła
Poonam (Amrita Rao) straciła rodziców jako dziecko. Została wychowana przez wujka Krishnę Kanta (Alok Nath) i ciocię Ramę (Seema Biswas). Rama całe życie odtrącała ją zazdrosna o to, że Poonam jest piękniejsza od jej córki Rajni (Amrita Prakash). Wujek wielką miłością próbował jej to wynagrodzić. Nadchodzi czas, kiedy Poonam jest na tyle dorosła, że wujek z bólem patrzy na nią przeczuwając jej rychłe odejście z domu. Szuka dla niej mężczyzny, który przejmie tę samą czułą opiekę nad jej życiem, jakiej dotychczas doznała w domu rodzinnym. Taką osobę znajduje dla Poonam w Premie (Shahid Kapoor). Wspólny przyjaciel obu rodzin jubiler Bhagat-ji (Manoj Joshi) aranżuje jej małżeństwo z młodszym synem Harisha Chandry (Anupam Kher) z Delhi. Namawiany przez ojca Prem waha się, czuje się za młody, chciałby najpierw skupić się na karierze biznesmena w rodzinnej firmie, ale ojciec przekonuje go, że młodsi mają w małżeństwie większe szanse na dostosowanie się, nie są jeszcze sztywni w swych przyzwyczajeniach. Młodzi poznają się podczas wizyty rodzinnej, i mimo że podczas ich krótkiej rozmowy sam na sam zamieniają ze sobą niewiele słów, obojgu sama wymiana spojrzeń wystarcza, aby zgodzić się na małżeństwo. Aby lepiej się poznać obie rodziny spędzają czas razem w letniej rezydencji rodziny Poonam i to tam w otoczeniu pięknej natury i świątyń indyjskich Prem i Poonam zakochują się w sobie. Gdy do czasu ślubu rozstają się, telefony i listy podsycają tęsknotę i pogłębiają bliskość między nimi. Gdy Prem ma po raz pierwszy reprezentować firmę w Japonii przy załatwianiu trudnej sprawy, to Poonam jest tą osobą, która swoją wiarą w niego, rozprasza jego wątpliwości. Wszyscy wokół są bardzo szczęśliwi z powodu zbliżającego się ślubu tylko zazdrosna o Poonam Rama okazuje przybranej córce wrogość. Jednak w dniu ślubu, kiedy pan młody ma przybyć konno po pannę młodą wystrojony i radosny, w domu weselnym nagle wybucha pożar i Poonam rzuca się w płomienie na ratunek siostrze.

## Obsada
- Shahid Kapoor – Prem
- Amrita Rao – Poonam
- Anupam Kher – Mr. Harichandra, ojciec Prema i Sunila
- Alok Nath – Krishna, wujek Poonam i ojciec Rajni
- Seema Biswas – ciotka Poonam i matka Rajni
- Samir Soni – Sunil, brat Prem
- Lata Sabharwal – Bhavna, żona Sunila
- Amrita Prakash – Rajni "Choti"
- Manoj Joshi – Bhagat-ji, jubiler i swat małżeństwa
- Dinesh Lamba – Munim-ji, sekretarz Krishny
- Ameya Pandya – Rahul, syn Sunila i Bhavny
- Mohnish Behl – lekarz dr Rashid Khan

## Piosenki (muzyka –Ravindra Jain)
1. "Mujhe Haq Hai" – Udit Narayan, Shreya Ghoshal
2. "Do Anjaane Ajnabi" – Udit Narayan, Shreya Ghoshal
3. "Milan Abhi Aadha Adhura" – Udit Narayan, Shreya Ghoshal
4. "Kal Jisne Janam Yahan" – Suresh Waadkar, Kumar Sanu
5. "O Jiji" – Pamela Jain, Shreya Ghoshal
6. "Savaiyaa" – Suresh Waadkar, Aparnaa Bhaagwat
7. "Hamari Shaadi Mein" – Babul Supriyo i Shreya Ghoshal